# Sugiyama Hajime

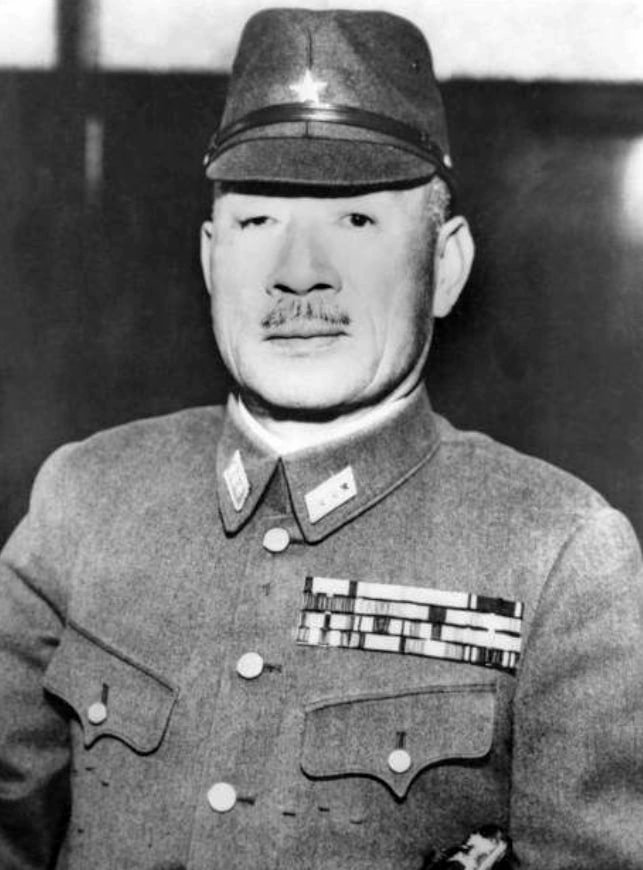
Sugiyama Hajime (1943 bis 1945)

Sugiyama Hajime (japanisch 杉山 元, auch Sugiyama Gen gelesen; * 1. Januar 1880 in Kokura, Präfektur Fukuoka, Japanisches Kaiserreich; † 12. September 1945 in Tokio) war ein Gensui des Kaiserlich Japanischen Heeres und mehrmaliger Heeresminister. Während seiner ersten Amtszeit als Heeresminister betrieb er den Ausbruch und die Eskalation des Zweiten Japanisch-Chinesischen Krieges. Als Heeresgeneralstabschef ab Oktober 1940 trat er für die Ausweitung des japanischen Herrschaftsbereiches nach Südostasien und einen Präventivschlag gegen die Vereinigten Staaten ein.

## Leben
Sugiyama Hajime wurde im Januar 1880 in eine ehemalige Samuraifamilie in Kokura geboren. 1901 schloss er die Heeresoffizierschule ab und trat im Rang eines Unterleutnants in das japanische Heer ein. Er diente später im Russisch-Japanischen Krieg. Im Jahr 1910 schloss er die Heereshochschule ab und diente anschließend auf verschiedenen Stellen im Heeresgeneralstab. Er diente als Militärattaché in den Philippinen und Singapur im Jahr 1912 und nochmals im Jahr 1915 in Britisch-Indien. Während dieser Zeit besuchte er das Deutsche Reich und beschäftigte sich während des Ersten Weltkriegs mit dem Einsatz von Flugzeugen zu Militärzwecken.
Bei seiner Rückkehr nach Japan wurde Sugiyama zum Oberstleutnant befördert und erhielt im Dezember 1918 das Kommando über das 2. Luftbataillon. Er betätigte sich als starker Fürsprecher der Militärluftfahrt und erhielt nach seiner Beförderung zum Oberst 1922 als erster den Posten des Befehlshabers der Heeresluftstreitkräfte.
Im Mai 1925 erfolgte Sugiyamas Beförderung zum Generalmajor und im Juni 1930 nach der Beförderung zum Generalleutnant die Berufung zum stellvertretenden Heeresminister im Kabinett von Premierminister Hamaguchi Osachi. Im März 1933 übernahm er erneut das Kommando über die Heeresluftstreitkräfte und im November 1936 erfolgte die Beförderung zum vollwertigen General.
Sugiyama stand der nationalistischen Tōsei-ha, einer Fraktion innerhalb der Streitkräfte geführt von General Ugaki Kazushige, nahe. Diese stand in Konkurrenz zur radikaleren Kōdō-ha Sadao Arakis. Während die Kōdō-ha eine nach Norden orientierte Politik und einen Krieg gegen die Sowjetunion befürwortete, trat die Tōsei-ha für eine nach Süden ausgerichtete Expansionspolitik ein. Nach dem krankheitsbedingten Rückzug Sadaos aus der aktiven Politik, konnte sich die Tōsei-ha schließlich durchsetzen und wurde ab Mitte der 1930er Jahre zunehmend zur dominierenden Kraft der japanischen Politik. 
Ein Jahr nach dem Putschversuch vom 26. Februar 1936 wurde Sugiyama im August desselben Jahres Generalinspekteur der Militärausbildung und wechselte am 9. Februar 1937 von dort zum Amt des Heeresministers im Kabinett von Hayashi Senjūrō. Während seiner Amtszeit kam es zum Zwischenfall an der Marco-Polo-Brücke aus welchem sich ein Krieg mit China entwickelte. Am 3. Juni 1938 musste Sugiyama das Amt des Heeresministers an Itagaki Seishirō abgeben. Im Dezember des Jahres erhielt er den Posten des Oberbefehlshabers der Regionalarmee Nordchina und wechselte im August 1939 auf denselben Posten bei der Garnisonsarmee Mongolei, behielt diesen Posten aber nur bis zum Folgemonat.
Nach seiner Rückkehr nach Japan wurde er Leiter des Yasukuni-Schreins und löste am 3. September 1940 den aus Altersgründen zurücktretenden Kotohito Kan’in als Chef des Heeresgeneralstabs ab. Auf diesem einflussreichen Posten setzte er sich stark für einen Krieg gegen die westlichen Kolonialmächte und die Vereinigten Staaten ein. Er versprach im Kriegsfall einen schnellen Erfolg Japans, wurde jedoch am 5. September 1941, nur zwei Monate vor Ausbruch des Pazifikkriegs von Tennō Hirohito dafür gescholten, dass er als Heeresminister im Jahr 1937 einen Sieg über China innerhalb von drei Monaten versprochen hatte. Der Tennō stellte in diesem Zusammenhang sein Vertrauen in einen schnellen Sieg über die Westmächte in Frage.
Im Jahr 1943 erhielt Sugiyama den mit nur zeremoniellen Funktionen versehenen Rang eines Gensui, dem japanischen Äquivalent zu einem Feldmarschall, verliehen. Aufgrund des ausbleibenden Kriegserfolgs und der zurückweichenden Fronten im Pazifik und Südostasien wurde Sugiyama am 21. Februar 1944 durch den als Premierminister dienenden Tōjō Hideki von seinem Posten entlassen. Er erhielt stattdessen erneut den im Heer als prestigeträchtig geltenden Posten des Generalinspekteurs der Militärausbildung. Nach der Entlassung Tōjōs als Premierminister am 22. Juli des Jahres wurde Sugiyama unter dem neuen Premierminister Koiso Kuniaki erneut zum Heeresminister berufen. Mit der Auflösung des Kabinett Koiso am 7. April 1945 gab Sugiyama den Posten wieder ab.
Er wurde stattdessen am selben Tag erster Oberbefehlshaber der neu aufgestellten 1. Hauptarmee, die die Verteidigung der japanischen Hauptinseln gegen eine erwartete Alliierte Invasion übernehmen sollte.
Zehn Tage nach der Kapitulation Japans am 2. September 1945, nachdem er die in seinen Augen notwendigen Vorbereitungen für die durch die Alliierten geforderte Demobilisierung der Truppen unter seinem Kommando getroffen hatte, beging Sugiyama Hajime Suizid. Er schoss sich hierzu an seinem Schreibtisch viermal mit einem Revolver in die Brust. In seinem Haus beging seine Ehefrau ebenfalls Suizid. Sein Grab befindet sich auf dem Friedhof Tama in Fuchū, Tokio.